# Serianus
Genre
Synonymes
- Paraserianus Beier, 1939

Serianus est un genre de pseudoscorpions de la famille des Garypinidae.

## Distribution
Les espèces de ce genre se rencontrent en Amérique, en Afrique du Nord, au Moyen-Orient, en Asie centrale et en Océanie.

## Liste des espèces
Selon Pseudoscorpions of the World (version 3.0) :
- Serianus arboricola (Chamberlin, 1923)
- Serianus argentinae Muchmore, 1981
- Serianus biimpressus (Simon, 1890)
- Serianus birabeni Feio, 1945
- Serianus bolivianus (Beier, 1939)
- Serianus carolinensis Muchmore, 1968
- Serianus dolosus Hoff, 1956
- Serianus galapagoensis Beier, 1978
- Serianus gratus Hoff, 1964
- Serianus litoralis (Chamberlin, 1923)
- Serianus minutus (Banks, 1908)
- Serianus patagonicus (Ellingsen, 1904)
- Serianus pusillimus Beier, 1959
- Serianus sahariensis Mahnert, 1988
- Serianus salomonensis Beier, 1966
- Serianus serianus (Chamberlin, 1923)
- Serianus solus (Chamberlin, 1923)
- Serianus validus (Beier, 1971)

et décrites depuis :
- Serianus elongatus Mahnert, 2014
- Serianus maritimus Mahnert, 2014
- Serianus orizabensis Piedra-Jiménez & González-Santillán, 2019

## Publication originale
- Chamberlin, 1930 : A synoptic classification of the false scorpions or chela-spinners, with a report on a cosmopolitan collection of the same. Part II. The Diplosphyronida (Arachnida-Chelonethida). Annals and Magazine of Natural History, sér. 10, vol. 5, p. 1-48 & 585-620.